# Figueira da Foz
Figueira da Foz [fiˈɣɐjɾɐ ðɐ ˈfɔʃ]ⓘ, o solo Figueira, es una ciudad portuguesa en el distrito de Coímbra, región estadística del Centro (NUTS II) y comunidad intermunicipal de Coímbra (NUTS III). Se encuentra ubicada en la costa del océano Atlántico. Cuenta con alrededor de 60 000 habitantes en su municipio, de los cuales 31 000 se encuentran en la propia ciudad.

## Geografía
Es sede de un municipio con 378,21 km² de área y 58 962 habitantes (2021), subdividido en 14 freguesias. Está limitado al norte por Cantanhede, al este por Montemor-o-Velho y Soure, al sur por Pombal mientras que el oeste lo conforma la línea de costa del océano Atlántico.
El territorio del municipio está atravesado por la ribera del río Mondego y de su red hidrográfica conformada por cinco lagos: Salgueiros, Vela, Braças, Corvos y Leirosa. La regularización de las márgenes del río provocó serias transformaciones en la práctica agrícola.

### Freguesias
Las freguesias de Figueira da Foz son las siguientes:
- Alhadas
- Alqueidão
- Bom Sucesso
- Buarcos e São Julião
- Ferreira-a-Nova
- Lavos
- Maiorca
- Marinha das Ondas
- Moinhos da Gândara
- Paião
- Quiaios
- São Pedro
- Tavarede
- Vila Verde

### Clima
| Parámetros climáticos promedio de Figueira da Foz                                         | Parámetros climáticos promedio de Figueira da Foz | Parámetros climáticos promedio de Figueira da Foz | Parámetros climáticos promedio de Figueira da Foz | Parámetros climáticos promedio de Figueira da Foz | Parámetros climáticos promedio de Figueira da Foz | Parámetros climáticos promedio de Figueira da Foz | Parámetros climáticos promedio de Figueira da Foz | Parámetros climáticos promedio de Figueira da Foz | Parámetros climáticos promedio de Figueira da Foz | Parámetros climáticos promedio de Figueira da Foz | Parámetros climáticos promedio de Figueira da Foz | Parámetros climáticos promedio de Figueira da Foz | Parámetros climáticos promedio de Figueira da Foz |
| Mes                                                                                       | Ene.                                              | Feb.                                              | Mar.                                              | Abr.                                              | May.                                              | Jun.                                              | Jul.                                              | Ago.                                              | Sep.                                              | Oct.                                              | Nov.                                              | Dic.                                              | Anual                                             |
| ----------------------------------------------------------------------------------------- | ------------------------------------------------- | ------------------------------------------------- | ------------------------------------------------- | ------------------------------------------------- | ------------------------------------------------- | ------------------------------------------------- | ------------------------------------------------- | ------------------------------------------------- | ------------------------------------------------- | ------------------------------------------------- | ------------------------------------------------- | ------------------------------------------------- | ------------------------------------------------- |
| Temp. máx. abs. (°C)                                                                      | 22.0                                              | 24.0                                              | 26.5                                              | 30.0                                              | 32.6                                              | 37.0                                              | 39.5                                              | 36.4                                              | 33.0                                              | 36.0                                              | 29.2                                              | 23.2                                              | 39.5                                              |
| Temp. máx. media (°C)                                                                     | 14.0                                              | 15.0                                              | 17.1                                              | 18.8                                              | 19.9                                              | 22.7                                              | 23.9                                              | 24.6                                              | 23.4                                              | 21.2                                              | 17.2                                              | 14.5                                              | 19.4                                              |
| Temp. media (°C)                                                                          | 10.4                                              | 11.2                                              | 13.2                                              | 14.7                                              | 16.0                                              | 18.5                                              | 19.6                                              | 20.1                                              | 19.2                                              | 17.1                                              | 13.6                                              | 11.1                                              | 15.4                                              |
| Temp. mín. media (°C)                                                                     | 6.9                                               | 7.4                                               | 9.3                                               | 10.6                                              | 12.2                                              | 14.4                                              | 15.4                                              | 15.7                                              | 15.1                                              | 13.1                                              | 10.0                                              | 7.7                                               | 11.5                                              |
| Temp. mín. abs. (°C)                                                                      | -0.1                                              | -3.0                                              | 0.4                                               | 0.8                                               | 7.0                                               | 10.2                                              | 7.0                                               | 5.0                                               | 4.0                                               | 2.0                                               | 2.0                                               | 0.0                                               | -3.0                                              |
| Precipitación total (mm)                                                                  | 96.4                                              | 79.9                                              | 46.3                                              | 63.8                                              | 50.2                                              | 19.3                                              | 8.3                                               | 17.6                                              | 40.3                                              | 106.7                                             | 109.4                                             | 86.5                                              | 724.7                                             |
| Días de precipitaciones (≥ 1 mm)                                                          | 12                                                | 11                                                | 8                                                 | 11                                                | 7                                                 | 7                                                 | 3                                                 | 1                                                 | 4                                                 | 8                                                 | 10                                                | 11                                                | 83                                                |
| Fuente n.º 1: climate-data.org, Portuguese Environmental Agency (precipitación 1985-2021) |                                                   |                                                   |                                                   |                                                   |                                                   |                                                   |                                                   |                                                   |                                                   |                                                   |                                                   |                                                   |                                                   |
| Fuente n.º 2: INMG, Climatología 1931-1960 (extremas y días con precipitación)            |                                                   |                                                   |                                                   |                                                   |                                                   |                                                   |                                                   |                                                   |                                                   |                                                   |                                                   |                                                   |                                                   |

### Demografía
| Gráfica de evolución demográfica de Figueira da Foz entre 1864 y 2021 |
|                                                                       |
| Datos según el nomenclátor publicado por el INE portugués.            |

## Historia
Jaime Giménez Arbe (El Solitario), un peligroso delincuente que tenía a sus espaldas numerosos asaltos a entidades bancarias y varios asesinatos, fue detenido el 23 de julio de 2007 en esta localidad cuando se disponía a atracar una sucursal de la entidad Caixa Agrícola Mutua en la Avenida Saraiva de Carvalho, 118. Seis policías armados con pistolas paralizantes lo redujeron en la puerta de la entidad y lo introdujeron aún disfrazado en un vehículo policial.

## Economía

### Turismo
La ciudad de Figueira da Foz está ubicada por lo tanto en litoral atlántico, junto al valle del río Mondego, y es uno de los centros turísticos más importantes de Portugal, con uno de los mayores casinos del país, el Museo Municipal Santos Rocha, una plaza de toros, una enorme área con equipamientos lúdicos y deportivos donde en diversas ocasiones se ha celebrado el Mundialito de fútbol de playa y una animada vida nocturna. La mayor parte de los veraneantes vienen de Coímbra, Beira y de España (Extremadura, Castilla y León y Comunidad de Madrid), muchos de los cuales encuentran en Figueira su segunda casa.

### Actividades económicas
La población activa se reparte entre las diversas actividades económicas de la región, con preponderancia en la pesca, la industria vidriera, las actividades ligadas al turismo, construcción naval, producción de celulosa, industria de sal y, como no podía dejar de ser, la agricultura. 
Pueblo típicamente pescador con enorme encanto.